# Falsistrellus tasmaniensis
Falsistrellus tasmaniensis és una espècie de ratpenat de la família dels vespertiliònids. És endèmic d'Austràlia. El seu hàbitat natural són els boscos madurs humits de gran alçada. Es creu que no hi ha cap amenaça significativa per a la supervivència d'aquesta espècie, tot i que està afectada per la pèrdua d'hàbitat. El nom específic tasmaniensis es refereix a l'illa de Tasmània, una de les parts d'Austràlia on viu aquest ratpenat.